# ای‌جی‌آی
اِی‌جی‌آی (انگلیسی: Agenzia Giornalistica Italia) شرکت دولتی انتشارات ایتالیایی است، که در سال ۱۹۵۰ تأسیس شد.